# Wale (1907)
Wale (3), officiellt HM Jagare Wale, var en jagare i svenska flottan. Fartyget byggdes av Kockums och sjösattes den 21 september 1907 och levererades till flottan 11 april 1908. Fartyget baserades på de brittiskbyggda jagarna Mode och Magne och var den första jagaren som byggdes i Sverige. Under åren 1907-1911 byggdes ytterligare fem jagare av i huvudsak samma typ, Ragnar, Vidar, Sigurd, Hugin och Munin. Wale utrangerades den 18 november 1940. Hon sänktes den 26 september 1946 som skjutmål utanför Ahr på Gotland av kustartilleriet och HMS Sundsvall (J12).